# DQS
DQS Holding GmbH con sede en Fráncfort del Meno (Alemania) es la sociedad matriz de la red mundial del Grupo DQS. El grupo DQS proporciona evaluaciones y certificaciones de sistemas de gestión y procesos de cualquier tipo. 

## Historia
DQS fue fundada en 1985 en Fráncfort del Meno (Alemania) y fue el primer organismo de certificación alemán. El objetivo de los socios fundadores, DGQ (Sociedad Alemana para la Calidad) y DIN (Instituto Alemán de Normalización), fue principalmente a promover la economía alemana. La fundación coincidió con la publicación de los primeros borradores de la serie de normas de ISO 9000, que incluye el estándar de calidad más importante a nivel mundial; ISO 9001. 
En 1986 DQS se convirtió en el primer organismo de certificación en Alemania en emitir un certificado según la norma ISO 9001.
Después de la fusión de DQS con Management System Solutions (MSS), división del organismo de certificación de producto estadounidense Underwriters Laboratories Inc. en marzo de 2008, el Grupo DQS es actualmente uno de los referentes mundiales de los organismos de certificación en sistemas de calidad. Desde junio de 2015 la compañía cambió su nombre a Grupo DQS.

## Organización corporativa
DQS Holding GmbH cuenta con más de 80 oficinas en más de 60 países, que forman parte de una red para la realización de proyectos internacionales. El Grupo DQS cuenta actualmente con unos 20 000 clientes certificados en casi todas las industrias, con aproximadamente 58 000 localizaciones certificadas en más de 130 países. 
La compañía emplea a a más de 2800 personas de las cuales 2500 son auditores. Entre las oficinas más grandes se pueden mencionar DQS Inc. (EE. UU.), DQS do Brasil Ltda., DQS Japón, DQS GmbH Medizinprodukte (productos médicos) y DQS GmbH (ambos de Alemania).

## Servicios
Las oficinas internacionales del Grupo DQS enfocan sus actividades a la prestación de servicios de auditorías a organizaciones en todos los sectores (evaluaciones internas, legales, normativas, a sus proveedores y/o a sus clientes), así como acciones formativas, certificaciones a medida y acreditadas en más de 100 estándares reconocidos nacional e internacionalmente. 
Las normas más importantes en los diferentes ámbitos son las siguientes: 
- ISO 9001 (Calidad)
- ISO 14001 (Medio Ambiente)
- OHSAS 18001, ISO 45001 (Seguridad y Salud Ocupacional)
- ISO 50001 (Gestión de la Energía)
- IATF 16949 (Industria Automotriz)
- ISO 27001 (Seguridad de la Información)
- ISO 13485 (Dispositivos Médicos)
- ISO/TS 22163:2017/IRIS (Industria Ferroviaria)
- EN 9100 (Industria Aeroespacial)
- International Featured Standards (IFS)

Además, el grupo también ofrece auditorías en las áreas de Sistemas de Gestión de Riesgos, Sostenibilidad, Educación, Protección de Datos, Excelencia Empresarial, Salud y Servicios Sociales, y Sistema de Gestión Integrada.

### Enfoque
El enfoque del grupo es único, ya que los servicios de auditoría son prestados por auditores externos. Los auditores generalmente trabajan o son expertos en el sector de la industria que deben auditar. Esta combinación de certificación y conocimiento de la industria con experiencia práctica y científica tiene como objetivo asegurar que las evaluaciones se realicen utilizando la información más actualizada y el estado de los conocimientos técnicos más avanzados del sector de la industria respectiva. 

### Red
DQS es fundador y miembro de pleno derecho de la red de certificación internacional IQNet que fue fundada en 1990. El principal objetivo a nivel mundial de los actuales 40 miembros (aprox.) es el reconocimiento mutuo de los certificados emitidos por las compañías miembro. El actual director general de DQS GmbH, Michael Drechsel, es el actual presidente de IQNet.